# John Charlton (cầu thủ bóng đá)
John Browell Charlton (23 tháng 3 năm 1908 – 1969) là một cầu thủ bóng đá người Anh thi đấu ở vị trí hậu vệ cho Liverpool trong mùa giải 1931–32.
Sinh ra ở Leadgate, County Durham, ông cũng thi đấu cho Wallsend Boys Club, Bradford City và Derry City.